# Vestvågøya
Vestvågøy er en ø i Lofoten i Nordland. Øen har et areal på 411 km² og udgør det meste af kommunen med samme navn. Øen havde ca. 10.350 indbyggere i 2006. Vestvågøy bar tidligere navnet Lofotr, som er ophavet til Lofoten.
Den midterste del af øen er relativt fladt og sumpet, mens de ydre delene i nord og syd er fjeldrige. Det højeste punkt på øen er Himmeltindan på 964 moh. De flade dele af øen er i stor grad jordbrugsland.
Nappstraumen skiller Vestvågøy fra Flakstadøya i vest, mens Sundklakkstraumen skiller Vestvågøy fra Gimsøya i øst. Nappstraumtunnelen og Sundklakkstraumen bru forbinder Vestvågøy med naboøerne. Europavej 10 krydser øen på vej fra øst til vest i Lofoten.
Vestvågøy har flere bebyggelser og fiskevær, med Leknes som kommunecenter og største by. Andre fiskevær og bebyggelser på øen er Stamsund, Ballstad og Gravdal. I Gravdal ligger Nordlandssykehuset Lofoten, tidligere Lofoten sykehus. På Borg ligger Lofotr Vikingmuseum.